# From Stoke Row to Ipanema
From Stoke Row to Ipanema – film dokumentalny z koncertu zespołu Marillion zarejestrowany w De Montfort Hall w Leicesterze. W roku 2003 wydany ponownie na DVD.

## Dane DVD
- Video: 4:3, PAL, NTSC
- Audio: Stereo
- Region: 0 (Multi-Region)

## Lista utworów/scen
CD1:
1. Hooks In You (Video)
2. Steve Joining the Band *
3. Steve's First Gig *
4. Steve's First Tour *
5. Uninvited Guest *
6. Uninvited Guest (Video)
7. Keyboard Parts *
8. Eric (Demo)
9. Brazil *
10. Kayleigh (Live)
11. Lavender (Live)
12. Hooks in You (Live)
13. Easter *
14. Easter (Video)
15. Writing the Next Album *
16. This Town (Demo)

CD2 (koncert):
1. Backstage *
2. The King of Sunset Town
3. Slainte Mhath
4. Easter
5. Uninvited Guest
6. Warm Wet Circles
7. That Time of the Night
8. Holloway Girl
9. Berlin
10. Seasons End
11. Hooks in You
12. The Space
13. Kayleigh
14. Lavender
15. Heart of Lothian
16. Incommunicado
17. After Me
18. Market Square Heroes

* – wywiad